# Kucovë distrikt
Kucovas distrikt (albanska: Rrethi i Kuçovës) var ett av Albaniens 36 distrikt. Det hade ett invånarantal på 35 338 och en area av 84 km² med en densitet på 420.2 personer per kvadratkilometer. Det var beläget i centrala Albanien, och dess centralort var Kuçova.